# Ortholasma pictipes
Ortholasma pictipes is een hooiwagen uit de familie aardhooiwagens (Nemastomatidae). De originele naamcombinatie (protoniem) is Ortholasma pictipes Banks, 1911.